# Koenigsmark
Koenigsmark é um filme britânico-francês de 1935, dirigido por Maurice Tourneur e estrelado por Elissa Landi, John Davis Lodge, Pierre Fresnay, Frank Vosper e Cecil Humphreys. Foi baseado no romance homônimo de Pierre Benoit.